# Бодлив страшник
Бодливият страшник (Acanthus spinosus) е вид многогодишно тревисто растение от род Меча стъпка, произхождащ от Южна Европа – от Италия до Западна Турция. Видът е застрашен за България, включен в Червената книга и в Закона за биологичното разнообразие.

## Описание
Расте до височина 150 см и ширина 60 - 90 см. Дълбоко нарязаните листа имат бодливи ръбове и в началото на лятото образуват изправени, дълги до 1 м, съцветия от бели цветя.
Смята се, че както A. spinosus, така и неговият близък роднина A. mollis са въведени във Великобритания като декоративни и билкови растения от Средиземноморието по римско време. 
В продължение на векове каменни или бронзови стилизирани версии на листа от бодлив страшник са се появявали като декорация на определени стилове на архитектура и мебели.

## Галерия
- Младо растение
- Листо